# 音響学
音響学（おんきょうがく、英: acoustics）とは、音の発生、音の伝播、聴覚器官による音響感覚、音楽、騒音等々、音に関するあらゆる現象を扱う学問であり、その領域は物理学・工学・心理学・生理学など多くの分野に渡る。

## 分野
音響学は扱う範囲が広いため、分野により以下のような分類をする。

### 音響生理
音は人間の生理的感覚(聴覚)に直結した物理現象であるため、医学的、人体構造学的に研究が行われた。その範囲を音響生理という。この分野は音に関して、医学的、生理学的分野が含まれる。詳細については聴覚を参照。

### 音響心理
音は人間の心理的感覚に直結した物理現象であるため、心理学的、統計学的に研究が行われた。その範囲を音響心理学という。この分野は音に関して、心理学的分野が含まれる。

### 音響工学
音を研究する際、測定基準や測定環境などの標準化を目的として研究された分野で、音響学との大きな相違はないが音響生理はこの分野に含まれず。音響心理についても、測定に主観的、心理的要素が含まれないよう研究された。そういった意味では音響学と違う意味合いをもっている。建築音響工学もこれに含まれる。また、初期の機械的な録音再生技術(蓄音機)もこの分野の一端である。

### 電気音響工学
音響工学の中でも特に、電気に関連した分野を扱い、研究された分野を電気音響工学という。変換理論、録音再生機器などはこの分野に含まれる。

## 歴史
起源をたどれば、音響学は古くは、（古代中国の十二律や古代ギリシアのピタゴラス音律などに見られるような）音律のつくりかた、に起源をもっている。近代科学的な理論や測定としてはガリレオ・ガリレイやメルセンヌらが端緒をつけた人物として挙げられるのが一般的である。

### 古代
ピタゴラスは、振動する弦の長さと音の関係を調べ、音が協和するときには、弦の長さが整数倍になることを発見した。これをピタゴラス音階という。

### ルネサンス以降
- ガリレイ親子。ガリレオの父ヴィンチェンツォ・ガリレイ(1520年-1591年）は音楽家で音響の研究に数的・数学的な手法を用いた。その息子のガリレオ・ガリレイも父の手法を受け継ぎ、音の高さや弦の振動周波数などについて定量的な研究を行った（息子のほうはこうした数的手法を物体の運動にまで適用し「近代科学の父」と称されるようになった）。
- ボイルは、音を伝わらせる媒体としての空気の存在を実証した。
- メルセンヌは、音のスピードが強弱に依存しないこと、エコーを使って音のスピードの測定を行った。

### 近代
- アイザック・ニュートンは、『自然哲学の数学的諸原理』（プリンキピア）の中で、音のスピードを、空気の等温変化から求めた。
- ラプラスは、断熱変化として音の速さを理論計算した。また、水中の音速の理論計算を行い、（8℃で）1525m/sと推算した。実測値(1438.8m/s)と極めて近い数値であった。
- ドップラーは、音源が移動しているときに周波数が変わる、いわゆるドップラー効果を発見した（1842年）。
- オーム（1789年-1854年）は、耳が音を周波数毎に分解して聞く機能を持つという法則を1843年に提唱した。周波数毎に分解すると言うことは、フーリエ解析をしているということである。
- ヘルムホルツ (1821年 - 1894年)は、耳の中の基底膜が、周波数によって異なるところで共鳴するという説を唱えた。これは、ベケシーの研究によって確かめられた（なお、ベケシーは、この研究によって1961年にノーベル医学・生理学賞を受賞した。
- ジョン・ウィリアム・ストラット (第3代レイリー男爵)（1842年-1919年）は、弾性波、レイリー板等々の研究で音響学史に名を残している。
- セイビン（1868年 - 1919年）は、残響時間、吸音率、室内における音の多重反射などを研究し、音響建築学を確立した。